# 本部朝勇

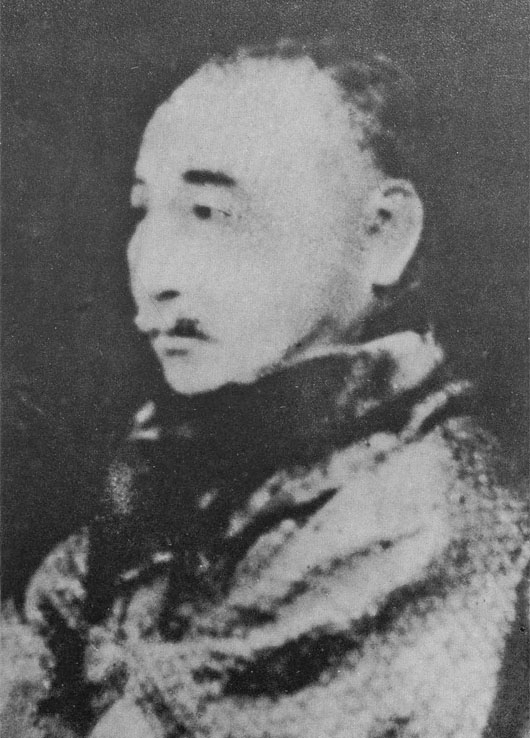
本部朝勇

本部朝勇（琉球語：／  ?；日语：／ Motobu Chōyū；1857年—1928年）是琉球國第二尚氏王朝的一位王族，向氏本部御殿第十世當主。他在第二尚氏王朝時期的正式稱呼為本部按司朝勇（琉球語：／  ?），因此他被人尊稱為「本部御前（琉球語：／ ）」。活躍於第二尚氏王朝末期至日本沖繩縣初期。本部朝勇也是著名的唐手（空手道）高手，其三弟本部朝基、次子本部朝茂也是唐手的高手。

## 生平
本部朝勇於1857年出生在首里赤平村（今那霸市首里赤平町），其家族是高貴的琉球王室分支——本部御殿家。本部朝勇是父親本部按司朝真的長子，根據家族的規定，他先繼承了伊野波地頭，在他父親去世之後繼承本部間切（今國頭郡本部町）的地頭。
本部朝勇的祖先是尚質王的第六子尚弘信（本部王子朝平）。本部御殿家族世代傳承著一種名叫「本部御殿手」（即後來的本部流）的唐手拳法，而且從不外傳。本部朝勇年少的時候便跟隨父親本部按司朝真學習祖傳的拳法。後來因為父親的推薦，被首里手大師武成達（松村宗棍）收為門下，學習首里手。1881年，本部朝勇又成為糸洲安恒的高徒。
1879年日本吞併琉球的時候，本部朝勇與出自同門的屋部憲通一起，是沖繩縣最出名的兩位年輕唐手大師。本部朝勇最為出名的就是他的「踢技」。他邀請當時著名的武術家前來他的府邸切磋武術，又學得了取手術、劍術、馬術等眾多武術。他收上原清吉（本部御殿手）、兼島信助（渡山流）、千歲剛直（千唐流）等人，以及自己的次子本部朝茂為徒弟。其中上原清吉是本部朝勇最得意的門生，本部朝勇破例特意將祖傳的本部御殿手傳授給了他。
1923年至1924年期間，本部朝勇在那霸成立沖繩唐手研究俱樂部，自任會長，邀請當時著名的唐手大師們入會切磋武術。不少唐手大師應邀加入，其中摩文仁賢和、宮城長順等人最為活躍。1924年，在那霸的大正劇場舉辦的唐手大演武大會上，本部朝勇與祖堅方範、喜屋武朝德等一起表演了唐手，到場的40名唐手大師都對其踢技表示讚賞。1928年病逝。

## 外部連結
- 本部御殿手古武術協會 （页面存档备份，存于）
- 本部流 手道館